# Poesia do Brasil

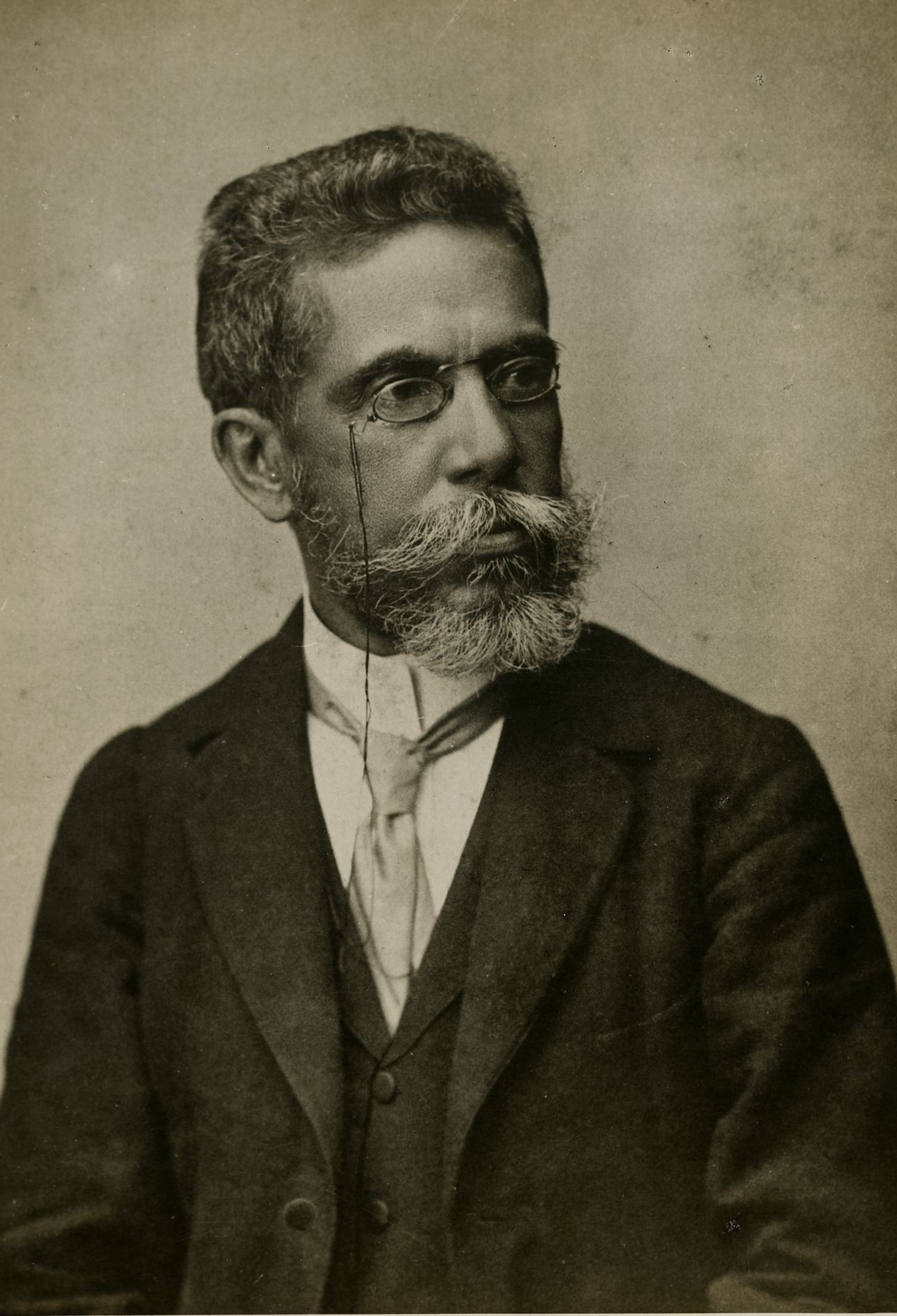
Machado de Assis, poeta e romancista, e um dos maiores nomes da literatura brasileira.

A história da poesia do Brasil começa no século XVI, o primeiro século da colonização, com a chegada dos padres da Companhia de Jesus ou, mais exatamente com José de Anchieta, jovem jesuíta das Canárias, evangelizador e mestre, que, segundo a tradição, escreveu 4072 versos latinos à Virgem nas areias da praia de Iperoig, atual Ubatuba, em São Paulo, com seu bastão.
Ao longo dos séculos, a poesia brasileira passou por várias escolas, até chegar ao final do século XX, com o chamado de pós-modernismo.

## Poesia existencial
Poesia cujos temas são grandes experiências da vida, como a angústia, a dúvida, a solidão, a velhice, a morte. Os poetas da segunda geração do modernismo brasileiro, a chamada "geração de 1930"  (Drummond, Murilo Mendes, Vinícius de Moraes), oferecem em suas obras grandes exemplos dessa tendência. Drummond, sobretudo, tematiza, em poemas célebres, o impasse existencial (E agora José?), a velhice (Dentaduras duplas e Versos à boca da noite, por exemplo), a dúvida e o desengano filosófico (A máquina do mundo, etc.).

## Poesia lírica
Centrada na primeira pessoa do discurso (o eu lírico, que não deve ser confundido com o poeta), sua expressão é marcada por subjetividade. Geralmente, mas não sempre, o conteúdo do poema lírico são emoções do sujeito (o eu lírico) expressas em forma musical (por isso o nome lírica, que, na Antiguidade, indicava o acompanhamento musical da lira).
O poema lírico tende a ser breve como a canção e obedece a um ritmo associativo (conexão emocional dos sentidos e das imagens).

## Poesia social
Tematiza questões políticas e sociais. No Brasil, grandes exemplos são, no Romantismo, a poesia abolicionista de Castro Alves e, no Modernismo, os poemas de Carlos Drummond de Andrade, escritos na altura da Segunda Guerra Mundial e publicados em seu livro A rosa do povo (1945). Mais recentemente Reynaldo Jardim se destacou com poesias sociais antiditadura militar e em prol da sociedade e dos oprimidos.
Outro poeta que tem se destacado na questão social é Daniel Bernardo Marins Ouriques da Cunha com críticas ligadas principalmente ao novo mundo digital e quem é o homem nesse meio.